# Basilika St. Benedikt (Hronský Beňadik)

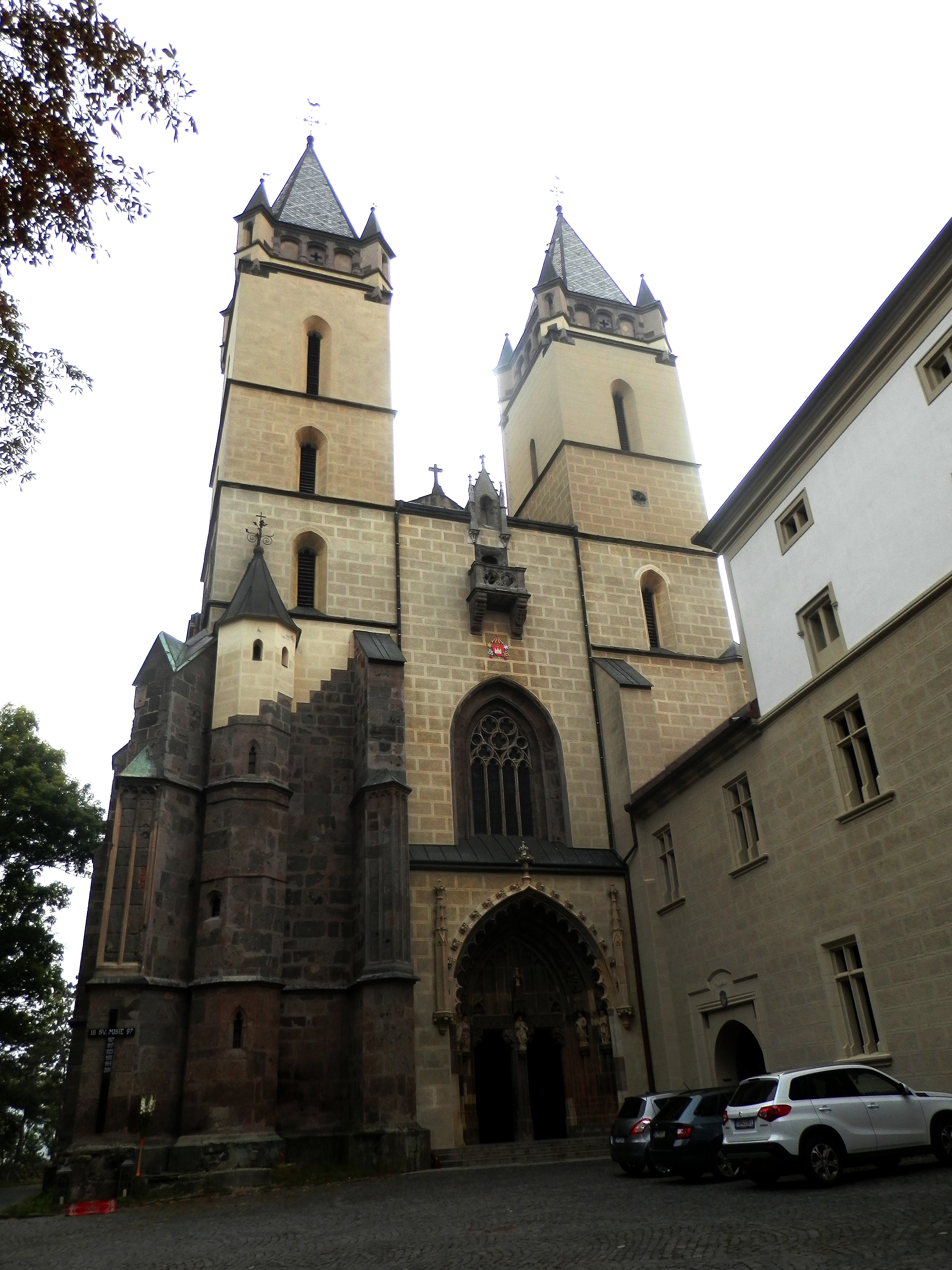
Basilika St. Benedikt

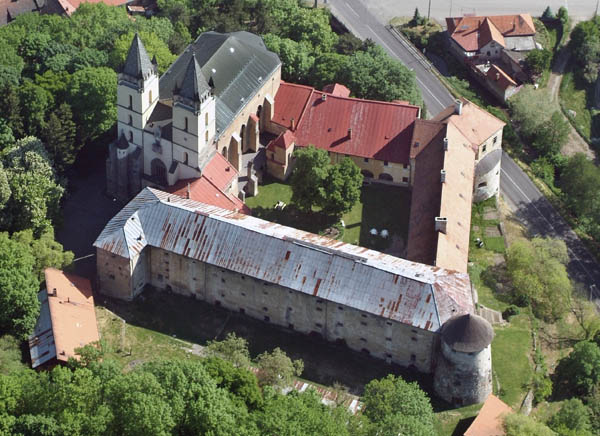
Luftaufnahme des Klosters

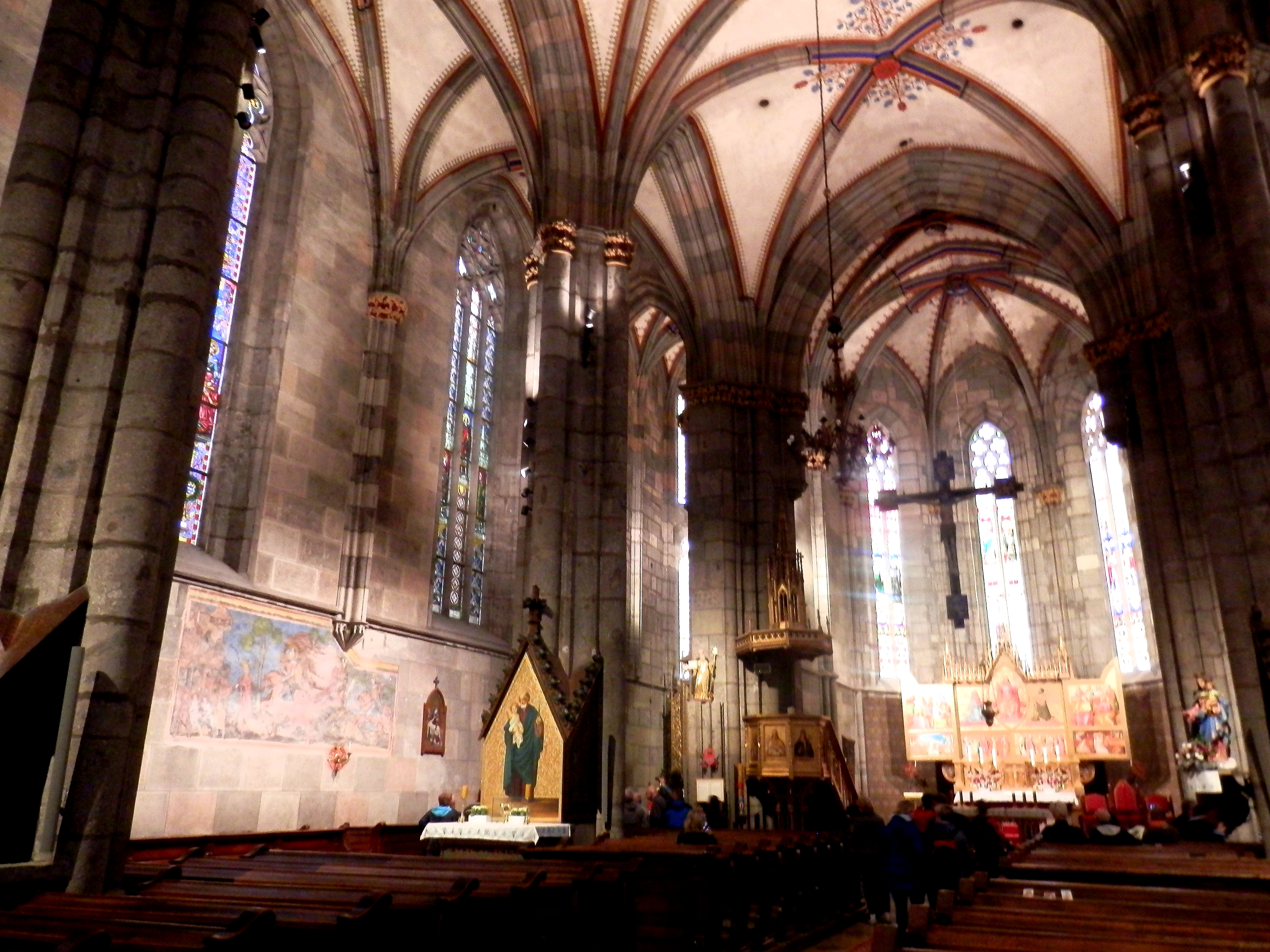
Innenraum

Die Basilika St. Benedikt (slowakisch Sv. Benedikta) ist eine römisch-katholische Kirche in Hronský Beňadik in der Slowakei. Die Klosterkirche des Bistums Nitra ist Benedikt von Nursia und Unserer Lieben Frau gewidmet und trägt den Titel eines Bistumsheiligtums und einer Basilica minor. Sie ist Teil des im 11. Jahrhundert entstandenen Benediktinerklosters. Die im 14. Jahrhundert im Stil der Gotik errichtete Kirche ist denkmalgeschützt.

## Geschichte
Die Benediktiner gründeten im 11. Jahrhundert die Abtei, gelegen an einem alten Siedlungsplatz am slowakisches Tor, das eine Handelsstraße an der Hron dominierte. Ein Gründungsdokument von 1075 gilt als frühester Beleg, aus dieser Zeit stammte auch die romanischen Kirche, deren Fundamente eine Länge von 30 Metern und eine Breite von 14,5 Meter aufwiesen.
Auf ihren Grundmauern errichtete die Abtei in den Jahren 1346 bis 1375 die heutige gotische Hallenkirche. Das beeindruckende Hauptportal der Doppelturmfassade stammt aus der Zeit um 1380. Die dreischiffige Kirche wurde mit Kreuzgewölben überspannt. Nach Umbauten wurde die Kirche im Jahr 1483 geweiht.  Bei diesem Anlass erhielt das Kloster von König Matthias Corvinus eine wertvolle Heilig-Blut-Reliquie geschenkt. Diese soll Corvinus von Papst Paul II. für die Teilnahme an den Kämpfen gegen die Osmanen erhalten haben. Für die Christusreliquie wurde eine separate Heilig-Blut-Kapelle errichtet, die 1489 von Bischof Gregor II. aus Nitra geweiht wurde.
Nach 1537 wurde das Kloster wegen der Bedrohung türkischer Einfälle und auch gegen die abhängigen Bauern zu einer Renaissancefestung umgewandelt. Die Kirche wurde als Nordseite in die Ummauerung der nun verdreifachten Fläche einbezogen, weiter wurden Kanonenbasteien errichtet. In der Kriegszeit wurde die Anlage 1663 zur Grenzfestung zum besetzten Levice. Die Beschädigungen durch die türkischen Überfälle konnten erst in den folgenden Jahrhunderten beseitigt werden.
1714 konnte eine Orgel in der Kirche installiert werden. Das Kloster wurde 1881 bei einem Brand wesentlich beschädigt. Um 1900 wurde die Kirche äußerlich instand gesetzt, neugotische Altäre mit Teilen der ursprünglichen gotischen Ausstattung wurden im Innenraum platziert. Viele bedeutenden Kunstwerke und Altäre gingen zuvor verloren und befinden sich heute in ungarischen Museen wie dem Christlichen Museum in Esztergom, so der Passionsaltar, ein Triptychon aus der ersten Hälfte des 15. Jahrhunderts, und eine Darstellung des Heiligen Grabes, von dem nur eine vereinfachte Kopie in St. Benedikt zu sehen ist.
Zwischen 1926 und 1929 diente die Basilika der faschistischen Rodobrana von Vojtech Tuka als zentrale Kultstätte für deren esoterisch-katholischen Mystizismus.
Am 15. Mai 1965 wurde der Klosterkomplex mit der Kirche zum Kulturdenkmal mit der Nummer 612-1229/2 erklärt, 1970 zum nationalen Kulturdenkmal.  2019 erhob Papst Franziskus die Kirche in den Rang einer Basilica minor.